# Anglos

O Império Romano de Adriano (117-138), mostrando a localização dos anglos, que então habitavam a península da Jutlândia (atual Dinamarca)

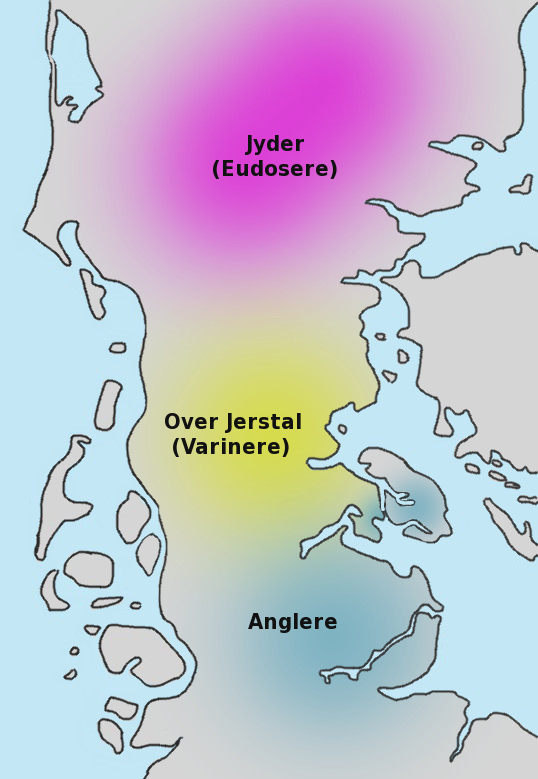
Possível localização dos jutos e dos anglos, na península da Jutlândia.

Os anglos (em inglês antigo:  Ængle, Engle; em latim: Angli; em alemão:  Angeln) foram um dos principais povos germânicos. Seu nome está na origem do nome "Inglaterra" ('terra dos anglos').
Provavelmente originários da antiga região da Ânglia, no norte do atual estado alemão de Eslésvico-Holsácia, os anglos se estabeleceram na Britânia, no período pós-romano,  instalando-se na Ânglia Oriental, na Mércia e na Nortúmbria, no século V, e fundando vários dos reinos da Inglaterra anglo-saxônica. Antes de se fixarem na Britânia, Tacitus registrava que os anglos viviam ao lado dos longobardos e dos sêmnones, nas regiões históricas  de Eslésvico e Holsácia, que hoje fazem parte do sul da Dinamarca e do norte da Alemanha .

## Etimologia
O nome dos anglos (em alemão: Angeln; "peixe"; em inglês: englas; em latim: anglus (singular) ou anglii (plural)) foi primeiramente registrado em latim (anglii) no livro Germânia de Tácito. O nome é derivado de um topônimo da antiga palavra alemã "anguz", ("eng" no atual alemão) que significa  "estreito" ou "angular" (devido ao diminuto formato da península da Ânglia, dentro da península da Jutlândia). O papa Gregório, em uma epístola, simplificou a palavra anglii para angli, que se tornou a forma preferida da palavra. O país continuou se chamando Anglia em latim. Na tradução da obra do historiador Paulo Orósio pelo rei da Inglaterra Alfredo, ele usa Anglecynn (-kin) para falar sobre a Inglaterra e os ingleses. Já Beda, usa Anglefolc (-folk). Há também formas como Engel, Englan (população), Englaland e Englilisc - todas apresentando variações de vogais.
A Britânia meridional e oriental foi posteriormente chamada de Engla-lond ("terra dos anglos", em inglês antigo) e, mais tarde, England, o termo em inglês para Inglaterra.

## História greco-romana

### Estrabão e Plínio
Dois importantes geógrafos, Estrabão e Plínio, o velho, não mencionam os anglos. Isto se deve por eles considerarem a costa sul do Báltico como a terra incógnita, "terra desconhecida". Porém, tanto Estrabão quanto Plínio descrevem essa terra. Como os anglos tem nomes derivados do lugar, provavelmente são citados com nomes sem relação com a geografia.
Estrabão menciona a Batalha da Floresta de Teutoburgo no final do reinado de Augusto, no século I. Estrabão declara que os cimbros ainda viviam na península da Jutlândia (onde sempre viveram, mesmo alguns sendo nômades). A população que habitava o litoral além do Rio Elba era desconhecida nas obras de Estrabão, mas ao sul deles vivem os suevos do Elba aos getas (godos). Estrabão trabalhou ao leste do Reno.
Plínio, por sua vez, trabalhou de leste a oeste. Sua descrição vai do Mar Negro, atravessa as montanhas Ripei até a costa norte  e segue a oeste até Cádis. Primeiramente, há a Cítia, onde estão os sarmácios, vênedos e esciros, além do rio Vístula. Após isso, há os Ingevões ("povo de Yngvi'), Boríngia, que é um ilha oposta à Cítia. Cilipeno (provavelmente é a baía de Quiel) é descrita em sua obra, e lá existe um golfo chamado Lagno, que se situa na fronteira com os cimbros. Sua localização não é exata, porém, é provável que esteja na região de Ânglia.
Para Plínio, os Ingevões eram formados pelos cimbros e pelos teutões (pelos caúcos também, mas eles não habitavam a região). Se Lagno se situava na fronteira com os cimbros e depois de Quiel, os anglos deviam estar nos territórios teutões. Talvez eles não se chamassem "anglos" na época; contudo, as terras dos teutões incluíam a Pomerânia Ocidental ao sul de Elba (sobretudo Holsácia), representando o vasto contingente territorial dos anglos em fontes posteriores.

### Tácito

O mapa mostra a península de Ânglia (ao leste de Flensburgo e Eslésvico) e a península de Schwansen (ao sul de Schlei)

Provavelmente, o primeiro exemplo de registro dos anglos na história é na obra "Germânia" de Tácito, na qual ele cita os Anglos em uma lista de tribos germânicas. Ele não dá indicação precisa de sua posição geográfica, mas declara que, com mais seis tribos, eles veneravam uma deusa chamada Nerto, cujo santuário se localiza em "uma ilha no Oceano". As outras tribos são: Reudígnos, Aviões, Varnos, Eudúsios, Suardões e Nuitões, que juntos são descritos como povos defendidos por rios e bosques, i.e., não sendo possível atacá-los. Como os eudúsios são os jutos, esses nomes provavelmente se referem a localidades na Jutlândia ou na costa do Báltico, cujos habitantes seriam os cimbros ou os teutões para Plínio. A região apresenta estuários, baías, rios, ilhas, pântanos e mangues suficientes para se tornar inacessível àqueles que não estão familiarizados com o terreno, como os romanos, que o consideraram um país desconhecido e inacessível.
Grande parte dos estudiosos acreditam que os anglos viviam na costa do Báltico, provavelmente ao sul da península de Jutlândia. Essa visão é baseada em partes nas antigas tradições inglesas e dinamarquesas em se tratando das pessoas e eventos do século IV, e a outra parte no fato de que as notáveis afinidades ao culto de Nerto, descritas por Tácito, encontram-se na religião da Escandinávia pré-cristã, principalmente na Suécia e Dinamarca.
Investigações nesse assunto levaram à provável conclusão de que a ilha de Nerto é a Zelândia (Sjælland), na Dinamarca. Os reis de Wessex traçaram sua ancestralidade até um certo Escildo, que pode ser claramente identificado como Escioldo, o mitológico criador da Família Real Dinamarquesa (Escildingos). Na cultura inglesa, eles são relacionados com Scedeland (pl.), i.e. Escandinávia, enquanto na cultura escandinava ele é associado à antiga residência real em Leire na Zelândia.
Os relatos de Germânia são incoerentes com os de Plínio e Estrabão em grande parte. Tácito chamava o Báltico de "Mar Suevo" e via as sete tribos que incluíam os anglos como suevos. Para Plínio,os suevos estavam entre as tribos dos Hermiões no centro da Alemanha. Para Estrabão, os suevos estavam ao sul da costa. O idioma dos suevos se tornou o alto-alemão antigo, enquanto os anglos e jutos estavam entre os falantes do saxão antigo.

### Ptolomeu
Ptolomeu, na Geografia, meio século mais tarde, apresenta uma visão mais complexa. Os saxões estão situados no baixo Elba, área à qual eles só conseguiram chegar graças a uma extensão da aliança saxã. A leste, estavam os teutões e uma desassimilação deles,os Teutonoari, que denota "homens" (wer); isto é, "os homens teutões." Esses teutões estiveram em Ânglia e suas redondezas.
Os anglos, como tais, não são mencionados. No lugar, estão os Syeboi Angeilloi, latinizados para Suevi Angili, localizados ao sul do meio Elba. Devido à incerteza dessa passagem, houve muita especulação a respeito da origem do nome dos anglos. Uma teoria é a de que eles ou parte deles habitaram ou se mudaram entre outros povos costeiros, talvez confederados até a bacia do Saale (na região do antigo cantão de Engilin) nos vales do Unstrut, abaixo de Kyffhäuserkreis, região onde se acredita que os Lex Angliorum et Werinorum hoc est Thuringorum chegar. O nome étnico dos frísios e dos varnos estão em nomes dessas terras saxãs ou suevas.
Outra possibilidade é que os anglos de Ptolomeu não são exatamente os de Eslésvico. Segundo Julius Pokorny o "Angri-" de Angrivários,o "-angr" de Hardanger e o "Angl-" de Anglii tem a mesmo origem, que significa "dobrar",porém, tem sentidos diferentes. Em outras palavras, a semelhança entre os grupos é meramente coincidência e não reflete nenhuma unidade étnica além da germânica. Os suevi angeli habitavam a  Baixa Saxônia ou um local próximo e, assim como os suevos sêmnones de Ptolomeu, estavam entre os suevos.

## História  Medieval

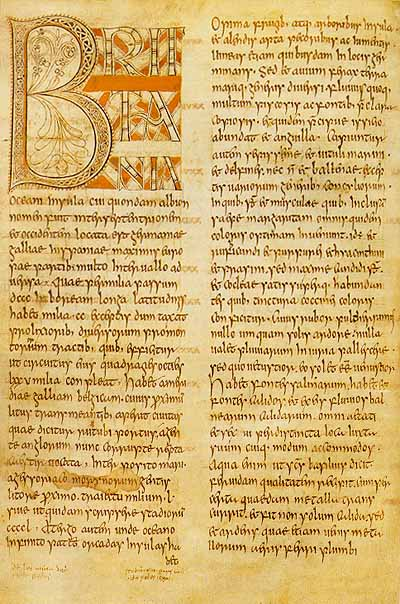
Manuscrito do Venerável Beda

O Venerável Beda diz que os anglos, antes de chegarem à Grã Bretanha, viviam numa terra chamada Angulo, "que desde então até hoje permanece um deserto — entre as províncias dos jutos e dos saxões ". Evidência similar é encontrada em Historia Brittonum. O rei Alfredo, o Grande e o historiador Etelvardo identificaram esse local com o atual distrito de Ânglia, na província de Eslésvico (embora possa ter sido de extensão maior), e essa identificação vai ao encontro das declarações de Beda.
No conto norueguês do aventureiro viquingue Ótaro de Halogalândia de uma viagem de dois dias do fiorde Oslo a Eslésvico, ele relatou as terras em seu navio, e Alfredo adicionou a nota "nestas ilhas habitaram os Engle antes deles virem para cá". Isso é confirmado pelas tradições inglesas e dinamarquesas, que relacionam a dois reis, chamados Vermundo e Ofa de Angel, de quem a família real de Mércia alega ser descendente e cujos feitos estão conectados a Ânglia, Eslésvico e Rendsburgo. A tradição dinamarquesa preservou o registro de dois governantes de Eslésvico, pai e filho, a serviço deles, Frovino (Freawine) e Vigão (Wig), de quem a descendência é alegada pela família real de Wessex. Durante o século V, os anglos invadiram a Grã Bretanha e, após a invasão, seu nome não foi mais registrado no continente, exceto no título de Suevi Angili.
Os anglos são tema de uma lenda sobre o papa Gregório I, que viu, por acaso, um grupo de crianças anglas de Deira à venda como escravos no mercado de Roma. Como a história viria a ser contada posteriormente pelo monge e historiado anglo-saxão Beda, Gregório se impressionou com a aparência diferente dos escravos e perguntou sobre suas origens. Quando lhe foi dito que eles eram conhecidos por anglos, ele respondeu com um trocadilho em latim: “Bene, nam et angelicam habent faciem, et tales angelorum in caelis decet esse coheredes” ("É bom para eles que tenham um rosto angelical, tal povo deve ser co-herdeiro dos anjos no céu").Supostamente, esse encontro inspirou o papa a lançar uma missão de catequizar seus conterrâneos.

## Arqueologia
A província de Eslésvico provou-se rica em objetos pré-históricos que datam aparentemente do século IV - V. Um cemitério de cremação foi encontrado em Borgstedterfeld, entre Rendsburg e Eckernförde, e ele rendeu muitas urnas e broches muito semelhantes aos encontrados em túmulos pagãos na Inglaterra. De importância maior ainda, estão os grandes depósitos no pântano de Thorsberg (em Ânglia) e Nydam, que continha grande quantidade de armas, ornamentos,peças de vestuário, ferramentas agrícola etc., e em Nydam até mesmo navios. Pela ajuda dessas descobertas, a civilização angla no tempo anterior à invasão à Britânia pôde ser montada.

## Reinos anglos na Inglaterra

Anglos e saxões na Inglaterra

De acordo com as fontes, como a História de Beda, após a invasão à Grã Bretanha, os anglos se dividiram e formaram os reinos de Nord Angelnen (Reino de Nortúmbria), Ost Angelnen (Reino da Ânglia Oriental), e Mittlere Angelnen (Reino de Mércia). H.R. Loyn observou nesse contexto que  "uma viagem marítima é perigosa à instituições tribais," e que aparentemente os reinos tribais se formaram na própria Inglaterra. Em tempos antecedentes, havia dois reinos do norte (Bernícia e Deira) e dois reinos centrais (Ânglia Média e Mércia). Como resultado da influência dos saxões do oeste, as tribos eram chamadas genericamente de anglo-saxões pelos normandos, os reinos saxões conquistaram, unificaram e fundaram o Reino da Inglaterra por volta do século X. A região da Ânglia Oriental e Nortúmbria ainda hoje são conhecidas por esses nomes. Nortúmbria estendeu-se ao norte até onde hoje é o sudeste da Escócia, incluindo Edimburgo, e ao sul até Humber.
O resto da população permaneceu na terra natal dos anglos, no nordeste  do atual estado alemão de Eslésvico-Holsácia, na península da Jutlândia. Lá, uma pequena península ainda é chamada "Ânglia"  e é formada por um triângulo que vai de Flensburgo no Fiorde de Flensburger para a cidade de Eslésvico e, finalmente, a Maasholm, na entrada Schlei.